# Pachycarpus firmus
Pachycarpus firmus är en oleanderväxtart som först beskrevs av Nicholas Edward Brown, och fick sitt nu gällande namn av D.J. Goyder. Pachycarpus firmus ingår i släktet Pachycarpus och familjen oleanderväxter. Inga underarter finns listade i Catalogue of Life.